# Tirage en croix
Le tirage en croix est une méthode de divination utilisant un jeu de Tarot.
Elle se fait avec cinq cartes disposées en croix. Il en existe plusieurs versions. En général, quatre cartes sont tirées, et la cinquième, au centre, est calculée, mais il peut arriver que la cinquième soit tirée.

## Variante 1
La première carte se pose à gauche et représente le pour.
La deuxième carte se pose à droite et représente le contre.
La troisième carte se pose en haut au centre et représente la situation actuelle.
La quatrième carte se pose en bas au centre et représente le résultat.
Pour obtenir la cinquième carte qui représente la synthèse il faut prendre le numéro de chaque carte et les additionner. Si le résultat de cette addition dépasse 22 on réduit les chiffres qui la composent.
Exemple : {\displaystyle 1+11+20+12=44=4+4=8}
Dans l'exemple précédent, 8 est le chiffre de la carte de synthèse (ce qui correspond ici à la carte de la justice).

## Variante 2
La première carte représente ce qui intéresse directement le consultant.
La deuxième indique les actions et le contexte extérieurs.
La troisième concerne les puissances qui concilient les deux premières cartes.
La quatrième est le résultat.
La cinquième est la synthèse.